# Conquista italiana della Somalia Britannica
La conquista italiana della Somalia Britannica (3-19 agosto 1940) rappresenta l'unica operazione militare italiana vittoriosa nella seconda guerra mondiale senza alcun intervento da parte dell'alleato tedesco. È inoltre, insieme all'occupazione tedesca delle isole del Canale, l'unico caso di occupazione di territori britannici o soggetti alla corona britannica nel corso della guerra da parte dei membri europei delle Potenze dell'Asse. L'occupazione della Somalia britannica durò dall'agosto 1940 al marzo 1941.

## Storia

### La situazione prima dell'attacco
Nei mesi immediatamente successivi all'entrata in guerra italiana del 10 giugno 1940, i vertici militari nell'Africa Orientale Italiana decisero, dopo l'occupazione di Cassala, Gallabat e Kurmuk nel Sudan e dopo alcune operazioni in Kenya (conquista di Moyale e della zona circostante), di passare all'offensiva contro la Somalia britannica. Quest'azione avrebbe impedito un'azione britannica contro l'Harrar italiano; avrebbe inoltre eliminato ogni contatto tra i francesi a Gibuti e i britannici e avrebbe anche notevolmente ridotto l'ampiezza del fronte da controllare, passando dagli oltre 1 100 chilometri di frontiera terrestre a circa 700 chilometri.  
Le forze inglesi nella Somalia britannica ammontavano a 11 000 uomini: 2 battaglioni fucilieri, 2 battaglioni di indiani del Punjab, 1 battaglione scozzese (5 battaglioni in tutto) e 5 compagnie di cammellieri.  
Quelle italiane, comandate dal generale Guglielmo Nasi, ammontavano a 35 000 uomini (30 000 indigeni e 5 000 italiani): 23 battaglioni coloniali, 3 battaglioni nazionali (26 battaglioni in tutto) e 21 batterie di artiglieria di vario calibro. 

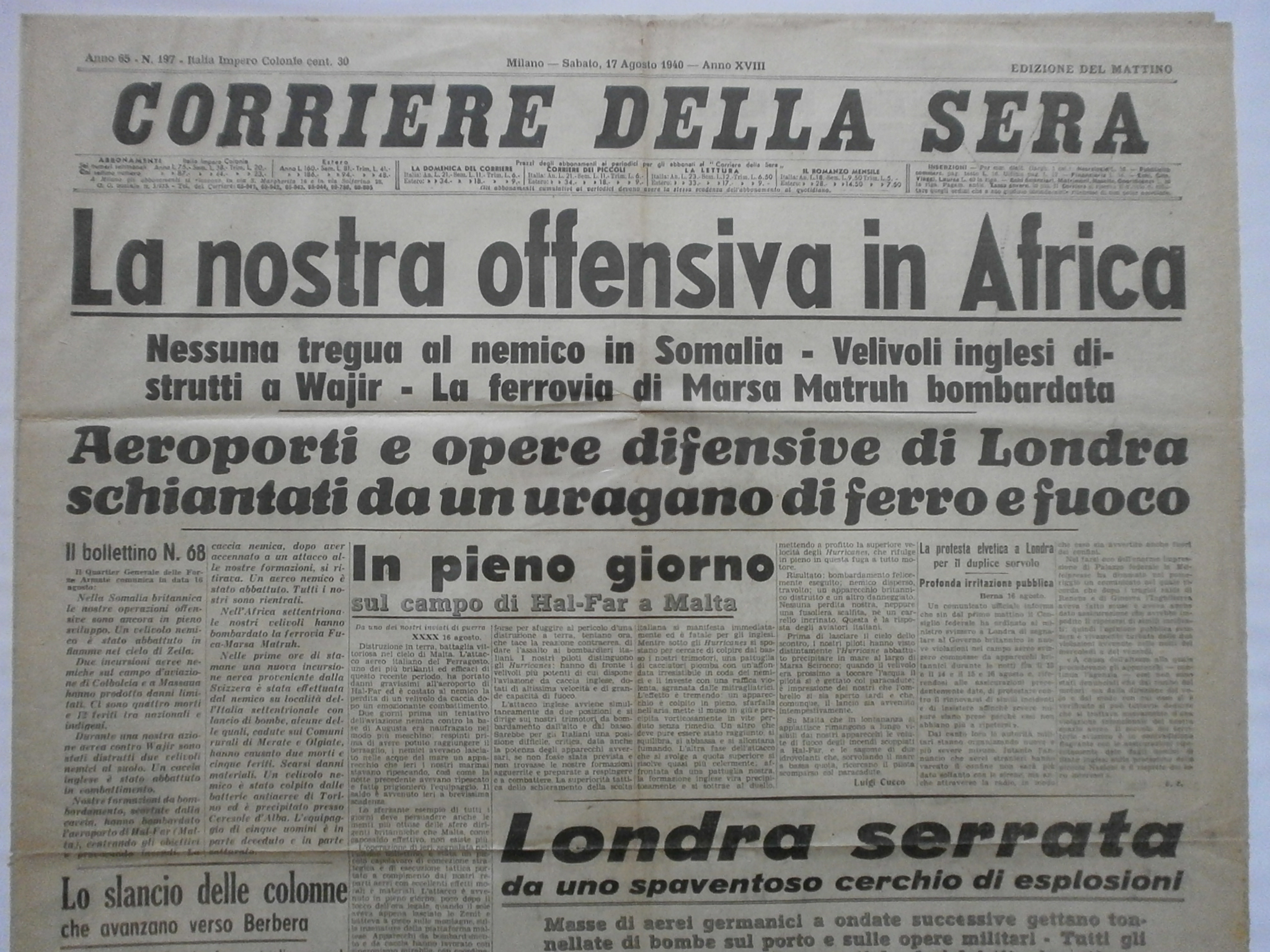
Il Corriere annuncia l'avanzata italiana dell'agosto 1940

### Le forze italiane
L'attacco alla Somalia britannica venne autorizzato da Pietro Badoglio il 28 luglio 1940, ma iniziò il 3 agosto. Le forze italiane, comandate dal generale Guglielmo Nasi, erano divise in due tronconi, ciascuno dei quali a sua volta diviso in due colonne:
- Scacchiere Est
  - Colonna di sinistra, comandata dal generale Sisto Bertoldi:

LXX Brigata coloniale e XVII Brigata coloniale;
- - Colonna centrale, comandata dal generale Carlo De Simone:

Divisione Harar, XIII Brigata coloniale, XIV Brigata coloniale, XV Brigata coloniale, 1 compagnia carri M (12 M11/39), 1 compagnia carri L (12 L-3/35), 1 squadrone autoblindo (Fiat 611), 1 batteria da 149/13;
- Forze direttamente controllate dal generale Nasi:
  - Colonna costiera, comandata dal generale Passerone: 1 Battaglione CC.NN., 1 Battaglione, unità miste;
  - Colonna di destra, comandata dal generale Bertello: 1 Battaglione coloniale, 2 Battaglione di Dubat, 1 batteria di artiglieria cammellata.

A queste forze si aggiungeva la riserva, comprendente la II Brigata coloniale e comandata dal colonnello Lorenzini.

### L'attacco
Già il 6 agosto il generale Nasi ordinò alle sue colonne di muovere in direzione di Berbera lungo quattro direttrici di marcia, con l'intento di superare di slancio le difese britanniche poste a semicerchio intorno alla città. Il 7 agosto prese il via la seconda fase dell'attacco che, dopo tre giorni di marce di avvicinamento alle posizioni nemiche, portò alla battaglia dell'Argan, la principale posizione difensiva britannica nella Somalia posta all'ingresso di Berbera.
Dopo una preparazione iniziale, che comprese il giorno 11 agosto anche un intenso bombardamento aereo, 3 brigate coloniali italiane (XIV a sinistra e XV a destra, con la XIII in seconda schiera) passarono lo stesso giorno all'attacco senza tuttavia ottenere risultati particolarmente significativi. Il 13 agosto i reparti italiani furono in grado di compiere progressi lungo la strada per Berbera e il 14 agosto con una serie di colpi di mano furono occupati due fortini presidiati dalle truppe britanniche.
L'operazione ebbe successo per le forze italiane, che entrarono vittoriose a Berbera il 19 agosto 1940, poco più di 2 settimane dopo l'inizio dell'offensiva.
Dal Bollettino di guerra

### Le perdite umane
Gli inglesi persero in tutto 272 uomini: 50 morti, 102 feriti e 120 dispersi.  Le truppe italiane ebbero invece le seguenti perdite: 465 morti, 1 530 feriti e 34 dispersi per un totale di 2 029 uomini, dei quali 161 italiani e 1 868 àscari.
A queste cifre vanno aggiunte quelle delle tribù locali che appoggiarono i britannici contro gli italiani (ebbero circa 2 000 perdite) e quelle dei somali locali che invece lottarono dalla parte di questi ultimi (un migliaio di vittime).